# Saint-Martin-de-Bréthencourt
Pour les articles homonymes, voir Saint-Martin.
Saint-Martin-de-Bréthencourt est une commune française située dans le département des Yvelines en région Île-de-France.

## Géographie

### Situation
La commune de Saint-Martin-de-Bréthencourt se trouve dans le sud des Yvelines, à la limite entre les régions naturelles de Beauce et du Hurepoix. Elle confine vers l'est avec le département de l'Essonne.

### Hydrographie
La commune est irriguée par l'Orge qui y trouve sa source et par l'affluent le Rougemont qui rejoint l'Orge au niveau du lavoir de Saint Martin. L'Orge marque sur quelques kilomètres la limite avec la commune de Corbreuse.

### Hameaux de la commune
La commune est composée de plusieurs hameaux, Saint Martin de Bréthencourt, Bréthencourt, Hautbout, Ardenay, le Gué d'Orge, les Vieux Murs, Montgarrier, le Moulin Neuf, le Moulin de Ville, la Puce et de plusieurs fermes isolées, la Brosse, Brandelles et Brouville.

### Communes voisines
Les communes limitrophes sont Sainte-Mesme au nord-est, Corbreuse (Essonne) à l'est, Allainville au sud, Boinville-le-Gaillard au sud-est, Ablis à l'ouest, Sonchamp au nord-ouest et Ponthévrard au nord.

### Transports et voies de communications

#### Réseau routier
Les communications sont assurées par deux routes départementales orientées est-ouest, les RD 116 et RD 168 qui relient la commune à ses voisines et notamment à Ablis à l'ouest et Dourdan à l'est. L'autoroute A10 traverse la commune du nord au sud sans la desservir directement, la bifurcation A10/A11 étant située au nord de la commune. L'échangeur le plus proche se trouve à environ sept kilomètres au sud du bourg dans la commune voisine d'Allainville.

#### Desserte ferroviaire
Deux lignes ferroviaires traversent la commune sans la desservir, la LGV Atlantique dans le sens nord-sud, qui croise l'autoroute A10 par un passage supérieur au centre du territoire communal, la ligne Paris-Tours par Vendôme, orientée nord-est - sud-ouest. Cette ligne à voie unique à voie unique non électrifiée voit passer des circulations assurant des relations TER Paris-Austerlitz - Châteaudun, prolongée dans certains cas jusqu'à Vendôme ou Tours, sans arrêt entre Dourdan et Auneau.

#### Bus
La commune est desservie par la ligne 18 du réseau de bus Centre et Sud Yvelines.

### Climat
Pour des articles plus généraux, voir Climat de l'Île-de-France et Climat des Yvelines.
En 2010, le climat de la commune est de type climat océanique dégradé des plaines du Centre et du Nord, selon une étude du CNRS s'appuyant sur une série de données couvrant la période 1971-2000. En 2020, Météo-France publie une typologie des climats de la France métropolitaine dans laquelle la commune est exposée à un climat océanique altéré et est dans la région climatique Sud-ouest du bassin Parisien, caractérisée par une faible pluviométrie, notamment au printemps (120 à 150 mm) et un hiver froid (3,5 °C).
Pour la période 1971-2000, la température annuelle moyenne est de 10,6 °C, avec une amplitude thermique annuelle de 14,8 °C. Le cumul annuel moyen de précipitations est de 645 mm, avec 10,7 jours de précipitations en janvier et 7,9 jours en juillet. Pour la période 1991-2020, la température moyenne annuelle observée sur la station météorologique la plus proche, située sur la commune de Dourdan à 7 km à vol d'oiseau, est de 11,4 °C et le cumul annuel moyen de précipitations est de 654,2 mm,. Pour l'avenir, les paramètres climatiques de la commune estimés pour 2050 selon différents scénarios d'émission de gaz à effet de serre sont consultables sur un site dédié publié par Météo-France en novembre 2022.

## Urbanisme

### Typologie
Au 1er janvier 2024, Saint-Martin-de-Bréthencourt est catégorisée commune rurale à habitat dispersé, selon la nouvelle grille communale de densité à sept niveaux définie par l'Insee en 2022.
Elle est située hors unité urbaine. Par ailleurs la commune fait partie de l'aire d'attraction de Paris, dont elle est une commune de la couronne,. Cette aire regroupe 1 929 communes,.

### Occupation des solssimplifiée
Le territoire de la commune se compose en 2017 de 89,63 % d'espaces agricoles, forestiers et naturels, 2,63 % d'espaces ouverts artificialisés et 7,73 % d'espaces construits artificialisés.
Le territoire est essentiellement rural (à 90 %), peu boisé (environ 10 % de bois confinés dans les vallées) et consacré à la grande culture céréalière.
L'habitat se répartit entre le bourg centre Saint-Martin regroupant l'église et la mairie, le hameau voisin de Bréthencourt (site de l'ancienne forteresse), situé plus en amont dans la vallée naissante de l'Orge, et le Haut-Bout, hameau situé plus au nord sur le plateau.

### Occupation des sols détaillée
Le tableau ci-dessous présente l'occupation des sols de la commune en 2018, telle qu'elle ressort de la base de données européenne d’occupation biophysique des sols Corine Land Cover (CLC).
| Type d’occupation                                 | Pourcentage | Superficie (en hectares) |
| ------------------------------------------------- | ----------- | ------------------------ |
| Tissu urbain discontinu                           | 1,5 %       | 25                       |
| Réseau routier et ferroviaire et espaces associés | 0,3 %       | 5                        |
| Terres arables hors périmètres d'irrigation       | 86,2 %      | 1435                     |
| Forêts de feuillus                                | 12,0 %      | 199                      |
| Source : Corine Land Cover                        |             |                          |

## Toponymie
Le nom de la localité est attesté sous les formes prioratus Sancti Martini sub Berthoudicuria en 1295, Sanctus Martinus, Sanctus prope Corborosam, Saint-Martin-Bretucourt, Saint-Martin-de-Brétencourt.
Le prieuré Saint-Martin-de-Bréthencourt a donné naissance à la localité qui résulte peut-être de la fusion des terres du prieuré et de ce qui restait de l'habitat du hameau de la « ville neuve de Froide-ville ».
Bréthencourt (commune de Saint-Martin-de-Bréthencourt ) est attesté sous les formes Bertolcor, Bertildis Curia vers 1080,, Bretelli Curia en 1137, Bertotcurte en 1176, « domaine de Berto », c'est-à-dire de Berthilde, dame du lieu à une période antérieure à 1090.

## Histoire
Le site est habité depuis l'époque préhistorique. Des vestiges gallo-romains (poteries) y ont également été retrouvés sur la butte d'Aigremont.
Au XIe siècle Gui le Rouge, seigneur de Rochefort, y fit construire un château fort dont il ne reste que les ruines du donjon.
La chatellenie de Bréthencourt est devenue ensuite la propriété successivement des Montfort, des Vendôme, puis en 1653 des L'Hôpital et enfin en 1788 des Rohan-Rochefort.
En 1865 est mise en service la ligne de chemin de fer Paris - Vendôme, première étape d'une nouvelle liaison Paris - Tours.

## Politique et administration

### Liste des maires
| Période                                  | Période      | Identité       | Étiquette | Qualité |
| ---------------------------------------- | ------------ | -------------- | --------- | ------- |
| Les données manquantes sont à compléter. |              |                |           |         |
| mars 2001                                | octobre 2014 | Claude Bruas   |           |         |
| Février 2015                             | En cours     | Jacky Drappier |           |         |

## Population et société

### Démographie

#### Évolution démographique
L'évolution du nombre d'habitants est connue à travers les recensements de la population effectués dans la commune depuis 1793. Pour les communes de moins de 10 000 habitants, une enquête de recensement portant sur toute la population est réalisée tous les cinq ans, les populations de référence des années intermédiaires étant quant à elles estimées par interpolation ou extrapolation. Pour la commune, le premier recensement exhaustif entrant dans le cadre du nouveau dispositif a été réalisé en 2005.

En 2022, la commune comptait 688 habitants, en évolution de +6,5 % par rapport à 2016 (Yvelines : +2,72 %, France hors Mayotte : +2,11 %).
| 1793 | 1800 | 1806 | 1821 | 1831 | 1836 | 1841 | 1846 | 1851 |
| ---- | ---- | ---- | ---- | ---- | ---- | ---- | ---- | ---- |
| 440  | 586  | 670  | 604  | 633  | 657  | 631  | 645  | 631  |

| 1856 | 1861 | 1866 | 1872 | 1876 | 1881 | 1886 | 1891 | 1896 |
| ---- | ---- | ---- | ---- | ---- | ---- | ---- | ---- | ---- |
| 660  | 656  | 640  | 642  | 643  | 609  | 579  | 605  | 604  |

| 1901 | 1906 | 1911 | 1921 | 1926 | 1931 | 1936 | 1946 | 1954 |
| ---- | ---- | ---- | ---- | ---- | ---- | ---- | ---- | ---- |
| 566  | 542  | 527  | 487  | 494  | 491  | 430  | 375  | 355  |

| 1962 | 1968 | 1975 | 1982 | 1990 | 1999 | 2005 | 2006 | 2010 |
| ---- | ---- | ---- | ---- | ---- | ---- | ---- | ---- | ---- |
| 361  | 354  | 353  | 388  | 504  | 588  | 594  | 591  | 635  |

| 2015 | 2020 | 2022 | - | - | - | - | - | - |
| ---- | ---- | ---- | - | - | - | - | - | - |
| 649  | 680  | 688  | - | - | - | - | - | - |

#### Pyramide des âges
En 2018, le taux de personnes d'un âge inférieur à 30 ans s'élève à 37,0 %, soit en dessous de la moyenne départementale (38 %). De même, le taux de personnes d'âge supérieur à 60 ans est de 19,7 % la même année, alors qu'il est de 21,7 % au niveau départemental.
En 2018, la commune comptait 307 hommes pour 348 femmes, soit un taux de 53,13 % de femmes, légèrement supérieur au taux départemental (51,32 %).
Les pyramides des âges de la commune et du département s'établissent comme suit.
| Hommes | Classe d’âge | Femmes |
| ------ | ------------ | ------ |
| 0,6    | 90 ou +      | 0,3    |
| 4,7    | 75-89 ans    | 4,2    |
| 16,4   | 60-74 ans    | 13,3   |
| 20,5   | 45-59 ans    | 19,7   |
| 22,7   | 30-44 ans    | 23,6   |
| 13,9   | 15-29 ans    | 16,2   |
| 21,1   | 0-14 ans     | 22,6   |

| Hommes | Classe d’âge | Femmes |
| ------ | ------------ | ------ |
| 0,6    | 90 ou +      | 1,4    |
| 6      | 75-89 ans    | 7,8    |
| 13,5   | 60-74 ans    | 14,8   |
| 20,7   | 45-59 ans    | 20,1   |
| 19,6   | 30-44 ans    | 19,9   |
| 18,5   | 15-29 ans    | 16,8   |
| 21,2   | 0-14 ans     | 19,2   |

## Économie
- Agriculture.

## Culture locale et patrimoine

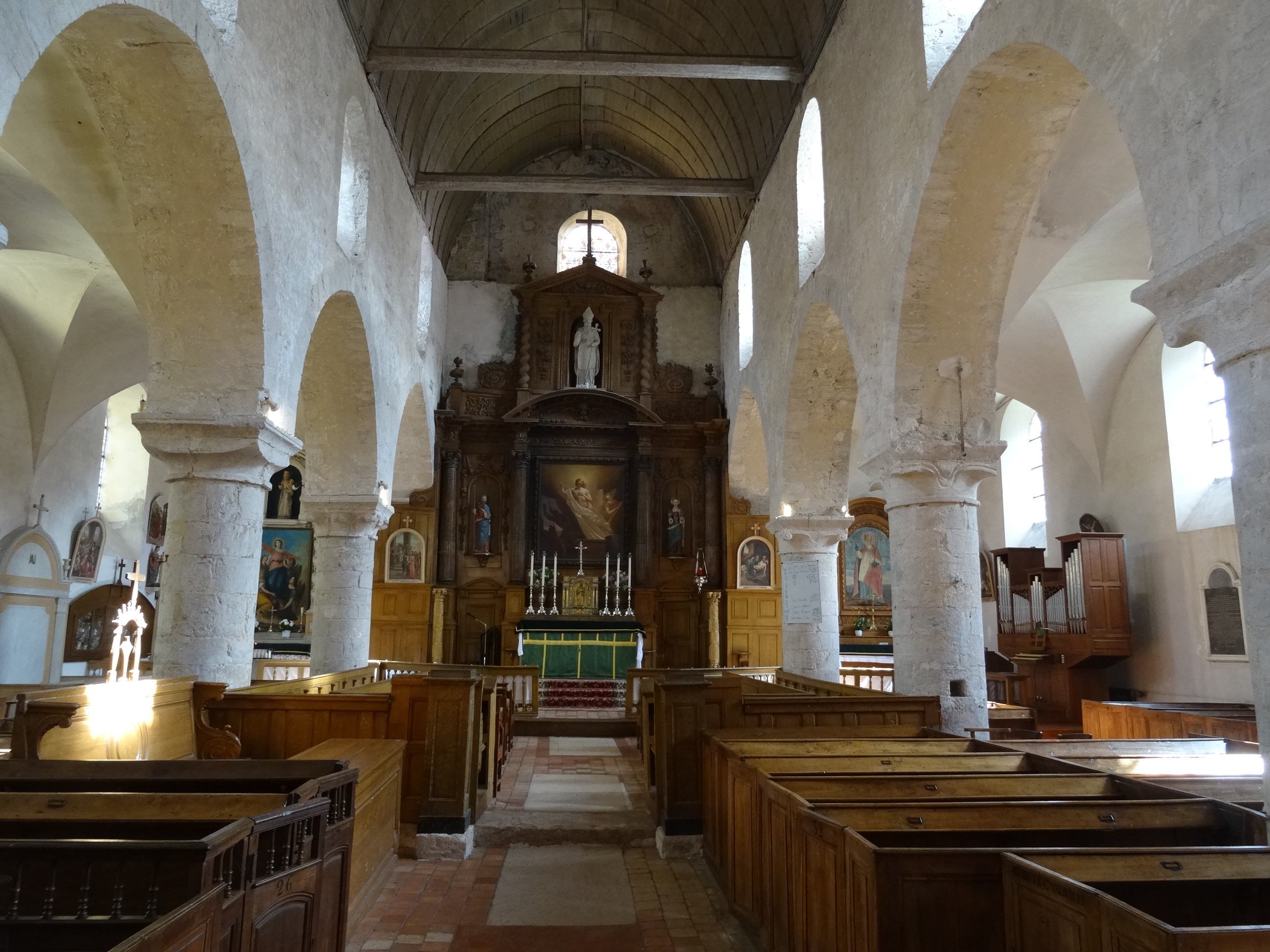
L'église Saint-Martin-Saint Nicolas-Saint Blaise.

### Lieux et monuments
- Église Saint-Martin-Saint-Nicolas-Saint Blaise.

Édifice en pierre de style roman du XIIe siècle, remarquable par sa tour-clocher massive.
L'église appartenait à un prieuré de bénédictins aujourd'hui disparu. L'édifice est protégé par une inscription au titre des Monuments Historiques depuis 1977.
Le dimanche, les offices y sont maintenant célébrés par la Fraternité sacerdotale Saint-Pierre selon la forme tridentine du rite romain.
- Chapelle Saint-Jacques, XIIIe siècle, située dans le hameau de Bréthencourt. Ce serait la chapelle d'une ancienne léproserie aujourd'hui disparue[31].
- Vestiges du donjon du château fort construit au XIe siècle par Guy le Rouge.
- Lavoir et fontaine du XIXe siècle.

### Personnalités liées à la commune
- Jean Guiraud (1866-1953), historien français,rédacteur en chef de La Croix de 1917 à 1939.

### Héraldique
| Blason de Saint-Martin-de-Bréthencourt | Blason  | D'azur au lion à la queue fourchée d'argent surmonté d'un lambel de quatre pendants du même.                                                                          |
| Blason de Saint-Martin-de-Bréthencourt | Détails | Le blason de la commune représente les armes de Guy Ier de Montfort qui fut seigneur de Bréthencourt au XIIe siècle. Le statut officiel du blason reste à déterminer. |